# Oxysarcodexia bikini
Oxysarcodexia bikini är en tvåvingeart som beskrevs av Carroll William Dodge 1966. Oxysarcodexia bikini ingår i släktet Oxysarcodexia och familjen köttflugor. Inga underarter finns listade i Catalogue of Life.